# Isole dell'Isola del Principe Edoardo
Questa è una lista delle isole della provincia canadese dell'Isola del Principe Edoardo.
- Boughton Island
- Bunbury Island
- Cascumpeque Sand Hills
- Conway Sand Hills
- George Island
- Glenfinnan Island
- Governors Island
- Grover Island
- Holman Island
- Isole della Baia di Malpeque
  - Mary Fraser Island
  - Courtin Island
  - Little Courtin Island
  - Little Rock
  - Ram Island
  - Bird Island
  - Lennox Island
  - Hog Island, isola che forma il limite settentrionale della Baia di Malpeque
  - Fish Island, sezione della Hog Island che occasionalmente si separa e si unisce al resto dell'isola
- Murray Islands, gruppo di isole all'interno di Murray Harbour
  - Cherry Island
  - Gordons Island
  - Herring Island
  - Reynolds Island
  - Thomas Island
- Oultons Island
- Panmure Island
- Saint Peters Island